# Гольдберг, Вера Борисовна
Ве́ра Бори́совна Го́льдберг (26 апреля 1946, Ленинград — 7 марта 2020, Тамбов) —российский лингвист, педагог. Доктор филологических наук (2001). Профессор (2003) кафедры зарубежной филологии и прикладной лингвистики Тамбовского государственного университета имени Г. Р. Державина. Почётный работник высшего профессионального образования Российской Федерации.
Стояла в числе организаторов международных конгрессов по когнитивной лингвистике, выступила с инициативой создания Тамбовского отделения Российской ассоциации когнитивной лингвистики. Она тесно связана со становлением образовательных и научных традиций на Тамбовщине.
Область научных исследований: семантические связи в лексико-фразеологической системе языка; лексика языка в когнитивном аспекте; лексическая категоризация.

## Биография
В 1970 году окончила Горьковский государственный педагогический институт иностранных языков им. Н. А. Добролюбова. По завершении работала в сельской школе.
С 1971 года преподаёт в Тамбовском государственном педагогическом институте — Тамбовском государственном университет имени Г. Р. Державина на кафедре английского языка (ныне — зарубежной филологии и прикладной лингвистики).
В 1984 году закончила аспирантуру в Воронежском государственном университете и защитила кандидатскую диссертацию по специальности «Общее языкознание» на тему: «Типология структурных связей, организующих лексико-семантическое поле (на примере поля „Жизнь-смерть“ в русском и английском языках)» (научный руководитель — доктор филологических наук профессор З. Д. Попова).
В 2000 году защитила там же докторскую диссертацию «Структурные связи в лексико-семантической системе языка (на материале русского и английского лексико-фразеологических полей „Биологическое существование человека“)» по специальности «Общее языкознание, социолингвистика, психолингвистика» (научный консультант — доктор филологических наук профессор З. Д. Попова).
С 2002 года — руководитель диссертационного совета по германским языкам и теории языка в ТГУ.
Скончалась после продолжительной болезни в марте 2020 года.